# Parafia św. Katarzyny Sieneńskiej w Choryni
Parafia św. Katarzyny Sieneńskiej w Choryni – parafia rzymskokatolicka, znajdująca się w archidiecezji poznańskiej, w dekanacie krzywińskim.